# Jungle Speed

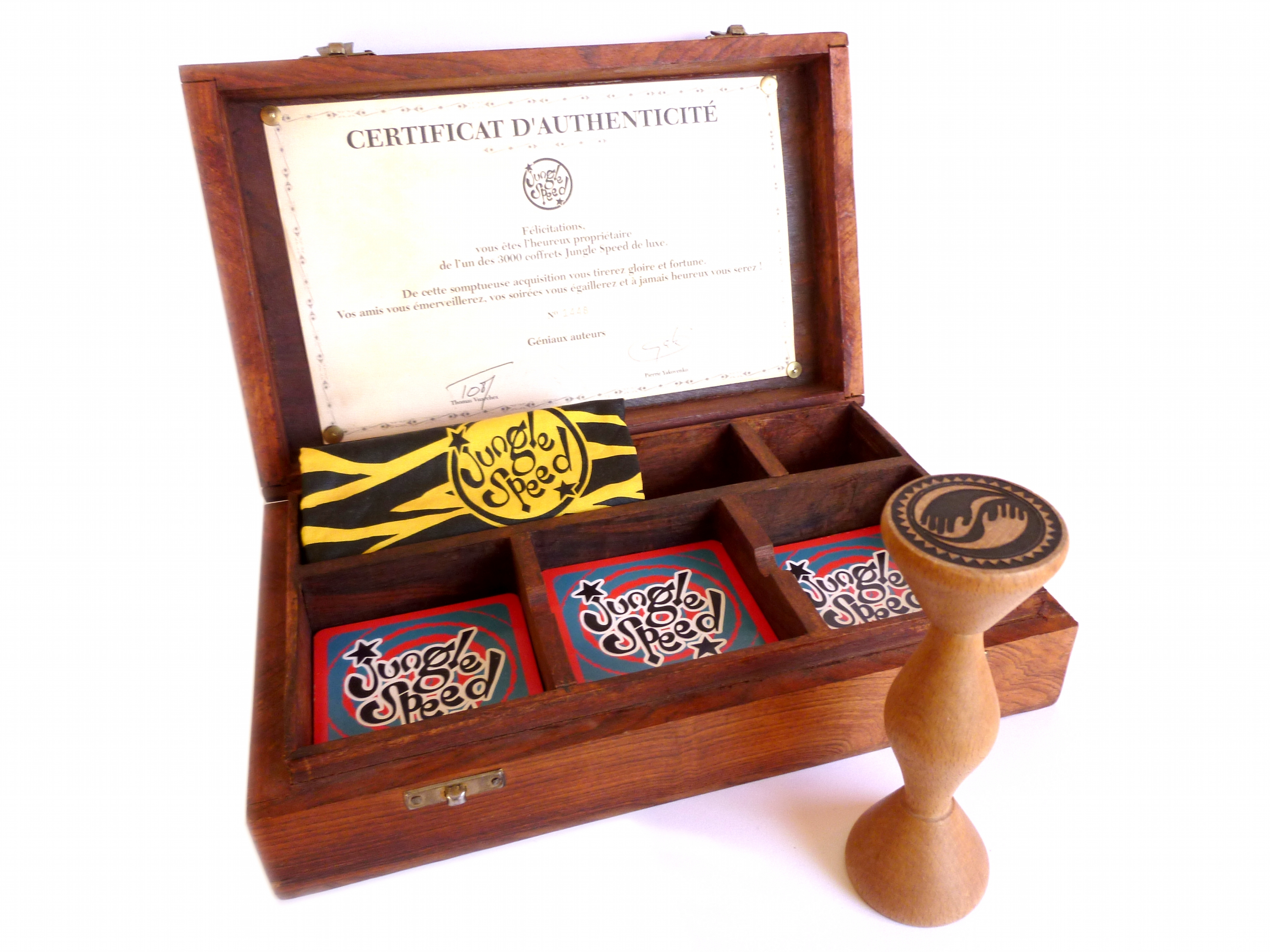
Jungle Speed

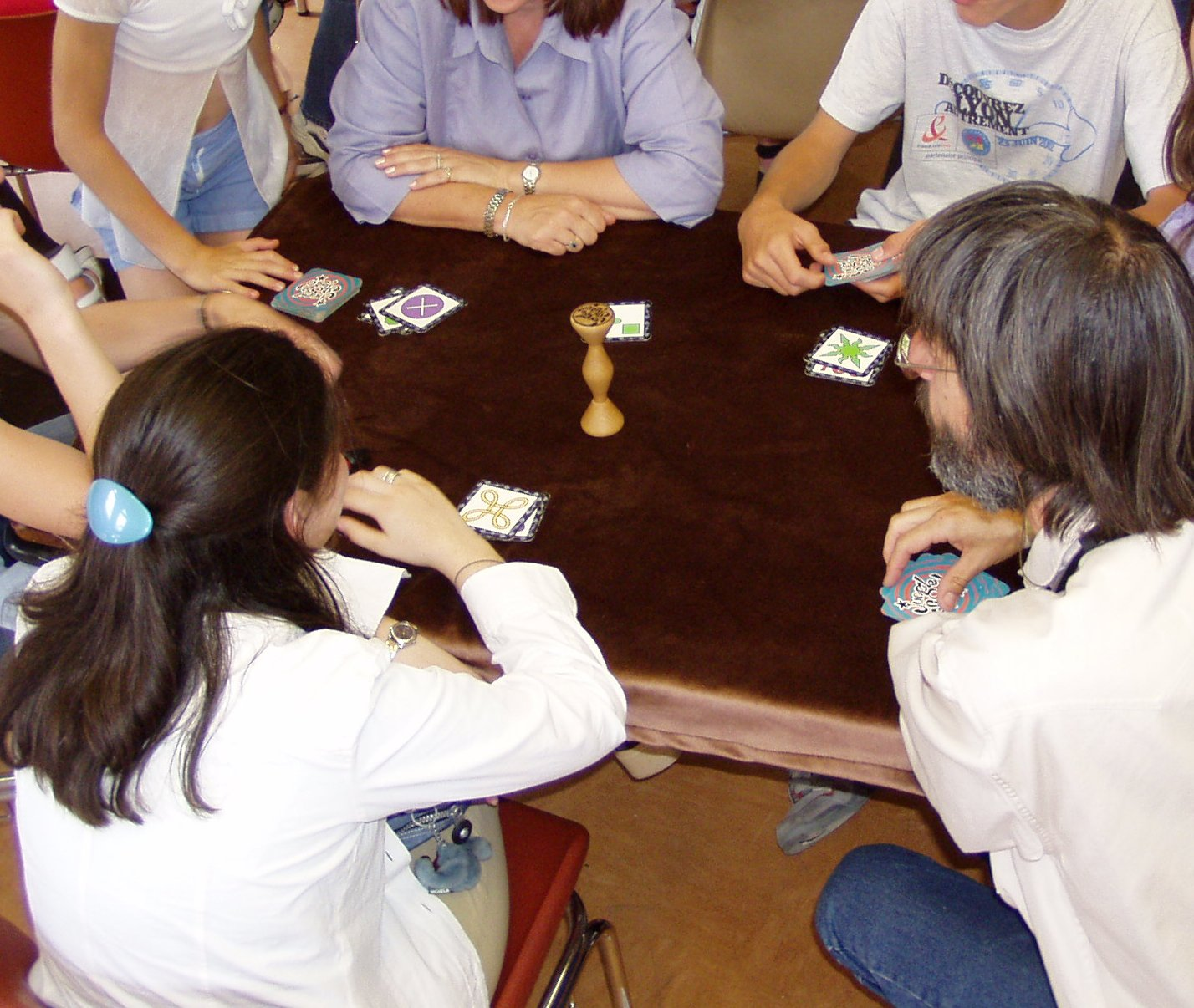
Spelen van Jungle Speed

Jungle Speed is een kaartspel ontworpen door Thomas Vuarchex en Pierric Yakovenko in 1991. Het spel werd nadien sinds 2002 uitgegeven door Asmodee Editions. Het wordt gespeeld met niet-standaardspeelkaarten.
Een computerspel werd onder een gelijknamige titel ontwikkeld door Playful Entertainment voor Nintendo Wii en werd uitgebracht in het voorjaar van 2009.